# Мечеть Гюллюк
Мечеть Гюллюк — историко-архитектурный памятник, относящийся к 1727 году. Она расположена в деревне Гюллюк района Гах в Азербайджане.
Мечеть включена в список местных памятников, подлежащих охране, по постановлению Кабинета Министров Азербайджанской Республики от 2 августа 2001 года, номер 132.

## О мечети
Мечеть Гюллюк была построена в 1727 году в деревне Гюллюк района Гах при поддержке местного населения. На фасаде мечети имеется надпись, указывающая дату её постройки. В надписи указано, что мечеть была построена в 1727 году человеком по имени Алб-Джиныги.
Несколько раз разрушенная, мечеть неоднократно восстанавливалась. В последний раз её восстановлением занимался мастер Мухаммед Эльдароглу в XIX веке. Гаджи Зейналабдин Тагиев оказал материальную помощь для покрытия крыши мечети.
На территории мечети расположено несколько могил и мавзолеев. Мавзолей Ахунд баба находится в сторону киблы мечети. Он открытый и представляет собой квадратный мавзолей. Надгробие сделано из камня. Здесь похоронен Аббас Эфенди, который работал в этом районе и умер в 1704 году.
После советской оккупации в Азербайджане с 1928 года началась официальная борьба с религией. В декабре того же года ЦК Азербайджанской Компартии передал множество мечетей, церквей и синагог в пользование клубам для просветительских целей. Если в 1917 году в Азербайджане было 3,000 мечетей, то в 1927 году их стало 1,700, в 1928 году — 1,369, а в 1933 году осталось только 17. Мечеть Гюллюк также была закрыта для богослужений и использовалась как склад.
После восстановления независимости Азербайджана в 1992 году мечеть вновь была передана верующим. По постановлению Кабинета Министров Азербайджанской Республики от 2 августа 2001 года, номер 132, мечеть включена в список местных памятников, подлежащих охране.
После нескольких землетрясений, произошедших в северо-западном регионе Азербайджана, здание мечети пришло в аварийное состояние.

## Архитектура
В строительстве мечети использовались известковый раствор, речной камень и кирпич. Длина здания составляет 21,3 метра, ширина — 18 метров, высота — 5,4 метра. Мечеть имеет 12 окон, 1 дверь, михраб и 8 кирпичных колонн. Мечеть не имеет минарета. В её вестибюле находятся 2 колонны, а с обеих сторон колонн расположены 4 двухэтажные комнаты. Пол и потолок мечети выполнены из дерева. Форма мечети прямоугольная. Высота от пола до потолка составляет 5 метров. Михраб прост в исполнении и имеет высоту 4 метра. Также имеется деревянная кафедра с 3 ступенями.